# ロジェリオ・セニ
ロジェリオ・セニ（Rogerio Ceni、1973年1月22日 - ）は、ブラジル・パラナ州出身の元サッカー選手。元ブラジル代表。サッカー指導者。現役時代のポジションはゴールキーパー。
ブラジル・セリエAのサンパウロFCに1992年から2015年まで所属し、23年間サンパウロ一筋の選手生活を送った。サポーターからは『M1T0 (伝説)』と呼ばれる。背番号は「01」で、これはエースの「10」を意識している。また、ブラジル代表での記録も含めるとキャリア通算公式戦1,226試合に出場しており、これはプロサッカー選手としては世界で4番目の記録となっている。

## 経歴
1991年からサンパウロFCに所属し、3度リベルタドーレス杯を獲得した。
2002 FIFAワールドカップでは、ブラジル代表の控えゴールキーパーとして招集された。
FIFAクラブ世界選手権2005、12月14日の準決勝アル・イテハド戦でペナルティーキックゴールを決め、前身を含む当大会のゴールキーパー得点者第一号となった。サンパウロFCは優勝し、セニ自身もMVPを獲得した。
2006 FIFAワールドカップにも前回に続きブラジル代表に招集され、グループリーグの日本戦に途中出場した。
ゴールキーパーでありながらフリーキックを始め足元の技術に長ける。GKの世界最多ゴール記録を持ち、2011年3月27日には通算ゴール「100」を記録した。100ゴールは本人やクラブ側の統計・主張で、FIFAは100ゴールの時点で2つ少ない「98」との解釈があるが、これは実はIFFHSの見解であって、FIFAのサイトでは100ゴールと認識している。その5ヵ月後には通算102ゴールを達成。引退までに通算131ゴールを記録し、ギネス世界記録にも認定された。
2015年に今期を最後に現役の引退を表明。23年間サンパウロFC一筋の選手生活にピリオド。
2017年より、サンパウロFCの監督に就任した。だが第11節終了時点で3勝2分6敗、降格圏の17位に低迷し、7月に退団した。
2018年よりフォルタレーザECの監督に就任。選手・指導者を通じて初めてサンパウロFC以外のクラブに所属することになった。

## 代表歴

### 出場大会
- ブラジル代表
  - 2002 FIFAワールドカップ
  - 2006 FIFAワールドカップ

### 試合数
- 国際Aマッチ 16試合 0得点（1997年-2006年）[8]

| ブラジル代表 | 国際Aマッチ | 国際Aマッチ |
| 年           | 出場        | 得点        |
| ------------ | ----------- | ----------- |
| 1997         | 1           | 0           |
| 1998         | 2           | 0           |
| 1999         | 2           | 0           |
| 2000         | 3           | 0           |
| 2001         | 4           | 0           |
| 2002         | 1           | 0           |
| 2003         | 0           | 0           |
| 2004         | 0           | 0           |
| 2005         | 1           | 0           |
| 2006         | 2           | 0           |
| 通算         | 16          | 0           |

## タイトル

### 個人
- FIFAクラブ世界選手権 最優秀選手賞：2005
- リベルタドーレス杯最優秀ゴールキーパー：2005
- ブラジル最優秀選手：2008
- ブラジル最優秀ゴールキーパー：2000, 2003, 2004, 2006, 2007,  2008
- ブラジル全国選手権最優秀選手：2006, 2007
- ブラジル全国選手権最優秀ゴールキーパー：2006, 2007
- 南米年間ベストイレブン : 2005, 2006